# Gerris buenoi
Gerris buenoi är en insektsart som beskrevs av George Willis Kirkaldy 1911. Gerris buenoi ingår i släktet Gerris och familjen skräddare. Inga underarter finns listade i Catalogue of Life.